# Claire Delannoy
Pour les articles homonymes, voir Delannoy.
Œuvres principales
La Guerre, l'Amérique
Claire Delannoy est une directrice littéraire et une écrivaine française, lauréate du prix Goncourt du premier roman en 2003.

## Biographie
Claire Delannoy est directrice de collection aux éditions Albin Michel où elle édite notamment Amélie Nothomb, Assia Djebar, et François Cheng. Elle publie son premier roman La Guerre, l'Amérique en 2003 qui est récompensé par le prix Goncourt du premier roman.

## Œuvre
- 2003 : La Guerre, l'Amérique, Buchet/Chastel  (ISBN 978-2283019412) — prix Goncourt du premier roman
- 2004 : La Conquête de l'Est, Mercure de France  (ISBN 978-2715225169)
- 2005 : Lettre à un jeune écrivain (essai), éditions du Panama  (ISBN 978-2755700466)
- 2008 : Remember Me, éditions Léo Scheer  (ISBN 978-2756101446)
- 2015 : Méfiez-vous des femmes exceptionnelles, éditions Albin Michel  (ISBN 978-2-226-31736-0)
- 2023: Wanted, roman, éditions Albin Michel.